# フォッカー スピン
フォッカー スピン
スピン機上のアントニー・フォッカー
- 用途：試作機、練習機
- 設計者：ヤーコブ・ゲーデッカー
- 製造者：アントニー・フォッカー
- 運用者：フォッカー、ドイツ帝国陸軍航空隊
- 初飛行：1910年
- 生産数：25以上
- 生産開始：1910年
- 運用状況：退役

フォッカー スピン（Fokker Spin）は、アントニー・フォッカーが開発した初の航空機。派生型としてドイツで試験採用されたM.1から、その発展型であるM.4までの軍用機型が存在している。スピンは、オランダ語でクモを意味し、多数の控え線により大きな蜘蛛のように見えたことに由来する。

## 開発
ドイツで学んだアントニー・フォッカーは航空機に強い関心を抱いていた。1910年、フォッカーはアルグス・モトーレンの50馬力エンジンを調達したフランツ・フォン・ダウムと共に独自の航空機の製造に着手した。設計はヤーコブ・ゲーデッカーによるものであり、同年1号機が完成したが、この機体はダウムが操縦中に木に激突し、修復不能となった。エンジンは再利用が可能な状態であったため、これを回収して2号機に当てることとなった。
2号機は程なく完成し、これを用いてフォッカーはパイロットライセンスを取得したが、この機体もまたダウムによって修復不能となる損傷を負った。

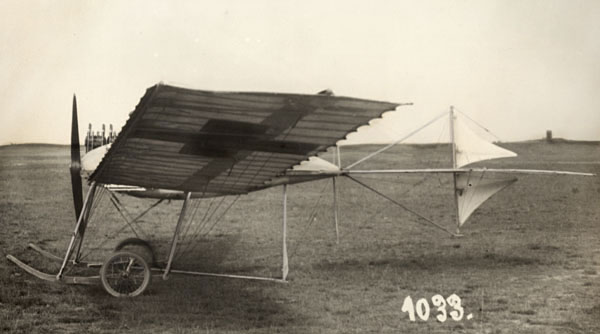
1911年に撮影された3号機

これによりダウムとの共同事業は中止され、エンジンを譲渡されたフォッカーは3号機の開発に入った。1911年8月31日、ハールレムにおいて観衆の前で飛行し、フォッカーは名声を得た。同日はウィルヘルミナ女王の誕生日であったことが、その名声を増した。翌日にはハールレムの聖バフォ教会の塔の周囲を飛行している。その後、1912年にベルリン近郊で飛行学校と後のフォッカーとなる航空機メーカーを設立した。
1912年から翌年にかけて25機が生産され、多くは練習機として用いられた。
その一方でスピンを元とした軍用機型が開発された。複座の練習機M.1は2機の発注を得た。1911年に初飛行し、始めは偵察用途に、1913年には陸軍の飛行学校に送られ練習機として1914年まで用いられた。流線型の機体を有し、1912年に初飛行したM.2は100馬力のアルグル・モートレンかメルセデス製のエンジンを搭載し、速度は時速97kmに達した。参謀本部が試算したダイムラー製の輸送用トラックを含む10機の費用は299,880マルクであった。鋼管製の機体としてエンジンをアルミニウム製のカウルで覆った改良型M.3、開発中止となったフォッカー W.1のエンジンを利用したM.3Aを経て、開発されたM.4は、後退角をなくし上反角を小さくした高翼の機体であり、ノーズギアを装備したが、操縦性に難があり、売り込みには失敗した。これが最終型となった。

## 現存する機体
第一次世界大戦終結後、フォッカーは1機のスピンをオランダに持ち帰った。この機体は第二次世界大戦時に戦利品としてベルリンの航空博物館へ輸送され、大戦終了後ポーランドが入手、1986年に返還された後修復された。この機体は1936年にフォッカーの25周年記念として製造された1機と共に、レリスタット空港のアヴィオドローム（航空博物館）で保管されている。

## 構造
スピンの機体は、木製の桁2本で操縦席を挟み、操縦席前方にエンジンを据えただけの簡素なものであった。アルグスの水冷エンジン用ラジエーターは側面に配された。発展型では、流線型の機体を有していた。
主翼と尾翼は2本の鋼管に竹製のリブを渡した布張りのもので、降着装置も同様に鋼管製であり、これらの構造を鋼線で支えていた。3号機以降では主翼に上反角がつけられた、V字型配置となっている。降着装置はソリに車輪付き固定脚、尾部をゴム張りのソリとしていた。
スピンは操縦輪であったが、M.1では操縦桿に変更されている。

## 型式
- 1号機：スピン1、事故によりエンジン以外修復不能。
- 2号機：スピン2、事故によりエンジン以外修復不能。
- 3号機：スピン3、生産型。
- M.1：試験採用型。
- M.2：量産型。
- M.3：試作型。
  - M.3A：W.1の70馬力ルノーエンジンを使用した型。
- M.4：最終型、不採用。

## 要目
出典: 
諸元
- 乗員: 1
- 定員: 2
- 全長: 8m
- 全高: 3m
- 翼幅: 13.6m
- 翼面積: 26.5m2
- 空虚重量: 660kg
- 運用時重量: 995kg
- 動力: アルグス・モトーレン製 水冷レシプロエンジン、75kW （100hp）   × 1

性能
- 最大速度: 115km/h
- 実用上昇限度: 2100m